# 哈布斯堡-洛林王朝
哈布斯堡-洛林王朝（德語：Haus Habsburg-Lothringen）是统治奥地利大公国、匈牙利王国、波希米亚王国和意大利部分公国和1804年至1918年间统治奧地利帝國和奥匈帝国的家族。
其前身是奥地利哈布斯堡王朝，1918年后帝国被肢解，奥地利成为共和国，王室被迫举家流亡海外。

## 起源
1740年10月20日，神圣罗马皇帝查理六世去世。查理六世和他的兄长都没有男性后裔，因此他的长女玛丽亚·特蕾西娅继承了他奥地利大公、波希米亚和匈牙利的王位。而他的女婿洛林公爵弗朗茨落选神圣罗马皇帝，但他的侄女婿--巴伐利亚选侯卡尔·阿尔布雷希特在反哈布斯堡同盟的支持下登上神圣罗马帝位，是为卡尔七世。而这个同盟立即拒绝承认玛丽亚·特蕾西娅的继承权，而发动奥地利王位继承战争。
1745年1月20日，卡尔七世逝世。同年9月13日，玛丽亚·特蕾西娅的夫婿弗朗茨当选神圣罗马皇帝，是为神圣罗马帝國皇帝弗朗茨一世，令帝位重新落入哈布斯堡家族成员手中。1748年10月18日签定的《亚琛和约》，确认了弗朗茨皇帝、玛丽亚·特蕾西娅皇后及他们的后裔对哈布斯堡家族领地的統治权。弗朗茨與玛丽亚·特蕾西娅的后裔都采用「哈布斯堡-洛林」的姓氏。
自此，奥地利进入哈布斯堡-洛林皇朝時期，而弗朗茨皇帝和玛丽亚·特蕾西娅皇后成为皇朝的创始人。

## 革命思潮與反法同盟
哈布斯堡-洛林皇朝早期的君主，如玛丽亚·特蕾西娅皇后，弗朗茨一世和约瑟夫二世，实行“开明专制”，成功地推行仁政，使得世袭领地的人民得以休养生息，经济得以恢复。但是，法国大革命及其后的带来的浪潮，席卷哈布斯堡领地。
1789年，法国大革命爆发。神圣罗马皇帝利奥波德二世的妹夫，法王路易十六被推翻。而他妹妹，法国王后玛丽·安托瓦内特被法国共和政府处决，再加上共和思潮的扩散，利奥波德二世极力联合欧洲各国君主，以武力保卫法国的君主制。1792年利奥波德二世正式与普鲁士缔结同盟，准备以武力干涉法国。他却在这时暴毙，不过他的儿子神圣罗马皇帝弗朗茨二世继续了他的政策，更于次年与普鲁士、萨丁、英国、荷兰和西班牙组成第一次反法同盟。但这个联盟在1797年，因奥军被拿破仑所率领的法国意大利方面军打败，被迫议和而土崩瓦解。
1799年，欧洲列强趁法军猛将拿破仑的军队被困埃及的契机，再次发起反法战争。这次奥地利联同英国、土耳其、俄罗斯组成了第二次反法同盟。但同年底拿破仑只身返国，发动雾月政变并取得法国军政大权，成为法国第一执政。此时拿破仑亲自指挥意大利方面军，回头对付反法各国，于1800年打败哈布斯堡奥军，哈布斯堡王室不得不与拿破仑议和，解散反法同盟。
而拿破仑在政变结束后三周发表的公告中，宣布「大革命已经结束」，令欧洲列强稍微安心，再加上他们的实力受损，因而暂时放弃反法的行动。但拿破仑的野心令欧洲在几年再起干戈。

## 拿破仑的崛起和奥地利帝国
1804年5月18日，拿破仑称帝。神圣罗马皇帝弗朗茨二世，见到法国大革命和拿破仑的崛起加剧了德国诸城邦的分化，自觉早已失去实权，因此对神圣罗马帝国的前景并不乐观。有见及此，在三个月后的8月11日，弗朗茨二世亦自称奥地利皇帝以回应拿破仑一世，并借机整合哈布斯堡王朝的领地。
奥地利帝国辖下由多个奥皇兼任国王的「王国」以及一些公国和领地组成。但是最大的特点也是弱点便是，领土跨越多个民族的居住地，而在法国大革命和拿破仑推行自由主义以及民族平等的冲击下，各地反哈布斯堡统治的活动日益活跃。再加上欧洲列强对拿破仑称帝所表现的野心极为不安，奥地利再次与各国组成反法同盟，但每次都大大削弱了奥地利的国力，间接导致日后普鲁士的崛起。

## 神圣罗马帝国覆亡
1804年，奥皇弗朗茨对于拿破仑的称帝举动十分不安，担心法国在此扩张，与哈布斯堡王朝抗衡。因此，奥地利决定纠合英国，俄国，瑞典和那不勒斯，组成第三次反法同盟。1805年，奥地利在俄军支援下入侵法帝国盟国巴伐利亚。而那不勒斯则和奥军一道，进攻拿破仑在意大利的盟国。不过，拿破仑迅速做出反应，自本土挥军渡过莱茵河。12月2日，法、俄、奥三国皇军，在奥斯特利茨（Austerlitz），旋即打了一场「三皇会战」（法皇、俄沙皇和奥皇）。拿破仑最后不但守住巴伐利亚，更攻入哈布斯堡领地摩拉维亚，更将奥军赶出意大利，并在普鲁士境内打败俄援军。
12月16日，法奥最终签订《普雷斯堡和约》。在该和约主要条款如下：
- 奥地利需完全撤出巴伐利亚和意大利
- 奥地利割地与法帝国和其盟友
- 奥地利赔款4000万法郎与法国

和约签订后，拿破仑决定成立以自己为护国公的莱茵邦联，以整固自己在德意志地区的盟友。1806年7月12日，在拿破仑的威逼利诱下，16个神圣罗马帝国的成员邦签订了《莱茵邦联条约》，脱离帝国，加入邦联。此举严重削弱奥地利在德意志地区的领主地位，令奥皇大为不快。拿破仑为了吸引更多国家加入邦联，决定亲手终结神圣罗马帝国。因此他对奥皇弗郎茨发出最后通牒，要求他解散神圣罗马帝国，并且放弃神圣罗马皇帝和德意志国王的称号。最后弗朗茨于8月6日放弃神圣罗马帝号。神圣罗马帝国正式灭亡。

## 德意志邦联领主
1815年拿破仑倒台后，奥皇弗朗茨一世寻求恢复哈布斯堡对德意志地区霸权。恢复神圣罗马帝国已不可能，唯有仿效拿破仑，成立德意志邦联（Deutscher Bund）。
德意志邦联的疆界和神圣罗马帝国在拿破仑称帝前时相若。但经过拿破仑多年的征战和兼并，属邦数目只有少于40个，远少于帝国的200个。各属邦联合防卫，组成邦联联军，共同维护美因茨、卢森堡、拉施塔特、乌尔姆和朗道等城邦。邦联议会设于法兰克福。领主为奥皇。
虽然邦联得以组成，但德意志地区的情况和神圣罗马帝国末期一样松散，割据严重。而奥皇只能成为名义首领。而1834年，以普鲁士为首的属邦成立关税同盟，把奥地利逐出局外，削弱了奥地利帝國对德意志地区的经济驾驭。奥普的纷争日渐显现。
1848年革命，给哈布斯堡王朝在德意志地区的控制给予致命一击。当年2月，法国因长期经济萧条，物价上升，又发生了革命。法王路易·菲力被迫退位，法国国会宣告成立第二次共和国。此事再次燃起拿破仑战争时期广为传播的民族主义，再次在欧陆广为传播。作为欧陆最大的跨民族帝国，哈布斯堡帝国首当其冲。匈牙利的独立运动，令哈布斯堡王室的势力大为削弱，后来被迫与匈贵族谈判，组成二元帝国。
1848革命风潮，亦助长了普鲁士王國的势力增长。当年3月，革命风潮传至普鲁士首都柏林。普王腓特烈·威廉四世（Frederick William IV）为平息革命，同意制宪和推行民主改革，并声明统一德国。同年5月18日，普鲁士在法兰克福议会提出统一德国的议案，议员们为新德国应否包括奥地利和波希米亚而争论不休。但由于奥地利反对，议案无疾而终。1849年，德意志境内的民族主义份子在法兰克福成立德国统一会议，选普王为领袖，令奥皇弗朗茨·約瑟夫一世大为不快。最终，奥皇和普王在奥莫茨（Olmutz）签约，普鲁士取缔德国统一会议，恢复以奥为首的德意志邦联议会的权威。
但和平仅维持到1866年，在普鲁士首相俾斯麦的多年外交努力，普鲁士成功与统一中的意大利结盟。而奥地利对于德丹战争后与普鲁士的分赃感到不满，提出抗议，普鲁士藉此挑釁，令奥地利宣戰，觸發普奧戰爭，七星期后奥地利被迫求和。同年与两国签订和约：
- 奥地利被迫解散德意志邦联
- 奥地利放弃美因河以北一切领地
- 奥地利允许普鲁士成立德意志邦国间的新联盟，奥地利不得参与或干预
- 奥地利割让威尼斯与意大利

自此，奥地利对德国的控制和影响完全瓦解，而奥帝国内部各民族间的纠纷，成了哈布斯堡王朝的最大危机。

## 成立奥匈二元帝国

### 背景
奥地利这个中央集权的统一帝国成立以后，国内多民族的纷争和对外战争的失败令哈布斯堡-洛林皇朝的势力再被削弱。1848年革命之後，奥皇斐迪南一世退位，奧地利帝國一度崩塌，後來在貴族與軍人的重振下再度站起並壓下自由勢力。1849年年輕的新皇帝弗朗茨·约瑟夫登基，展現出不小的活力與中央集權，並大力壓制革命勢力，特別是匈牙利的民族獨立與自由勢力。譬如1852年由皇帝任命的奧地利帝國首相巴赫，開始了被稱為「巴赫專制」的鐵腕治國。他認為匈牙利既然在之前已公開反叛，今後不必再有所顧慮，可以放手施壓。奧政府把匈牙利看作一個軍事占領區，另建臨時性行政體系，由維也納直接管轄。於是，大批奧地利和捷克的官僚們湧進，接替了原來匈牙利政府官員們的職位，原有的憲政權力一律停止，實施高壓統治。
1859年奧國在薩奧戰爭的失敗，震動了皇帝弗朗茨·约瑟夫與整個帝國。皇帝自1860年起改弦更張，放棄原有的專制政策。1860-1861年間，連頒詔令，恢復匈牙利之議會制度。但匈牙利自由分子在费伦茨·戴阿克的領導下，仍堅持1848年憲法之立場，主張匈牙利並非奧地利屬地，皇帝反對此見，乃將議會解散，但仍於1860年的《十月憲章》保障匈牙利人民的部分權利與自由。

### 過程
1859年的意大利独立战争使奥帝国失去在意大利的所有领地；1866年的普奥战争迫使奥地利退出德意志联邦，结束了哈布斯堡家族统领德意志各城邦的时代。内政方面，匈牙利对维也纳的统治也非常不满，国内其它许多地区民族主义思想也不断加强。奥军在沙俄的支持下对1848年匈牙利革命的镇压，更加加剧了匈牙利对奥地利的统治不满。
在一些政府官员劝告下，奥皇弗朗茨·约瑟夫决定与所有民族运动家谈判。虽然如此，但帝国内各部分以匈牙利贵族的势力最为强大，而他们只肯接受一个他们与奥地利传统贵族之间的二元体。纵使维也纳担心单独与匈牙利贵族谈判会遭到其它民族更大的反对，但最终仅与匈牙利的贵族协商，令奥匈最终组成一个联邦国家。
1867年2月，奥匈帝国正式成立，帝国在维也纳设有一个帝国中央政府，在维也纳和布达佩斯分别有一个各自处理奥地利和匈牙利的政府。另外，匈牙利贵族尤其要求奥皇特地在匈牙利加冕为匈牙利国王来证明匈牙利在帝国内的特权。他们还要求在布达佩斯设立一个有立法权的议会，这个议会设立的法律在历史上归属匈牙利王国的地区有效。这个议会的组成保证匈牙利人，尤其是其贵族和社会精英在其中占多数，而国内众多的罗马尼亚和斯拉夫人少数民族则基本上没有代表。

### 後遺症
这次的改制，虽然暂时安抚了奥帝国内最大的民族──匈牙利人，但其他民族遭到的不公平待遇，成为了奥匈帝国解体和第一次世界大战的导火线。

## 第一次世界大战
纵使普鲁士和意大利多次削弱哈布斯堡王朝的势力，但基于同文同族和邻邦的感情，奥匈帝国最终与普鲁士为主体的德意志帝国结盟，更进一步与意大利于1882年组成三国同盟。三国同盟和三国協約───英国、法国、俄罗斯因军备和殖民地的竞争，导致两个集团的关系日益紧张。
1914年6月28日奥匈帝国皇储法蘭茲·斐迪南大公在访问波士尼亞與赫塞哥維納共管領土首府萨拉热窝时被一位塞尔维亚民族主义者刺杀。
奥匈帝国此前就已经由于民族运动丧失了在北意大利的领土，因此帝国政府担心南部的斯拉夫人地区会脫離並加入塞尔维亚，而国内其他民族借机犯上作乱。塞尔维亚在1913年的第二次巴尔干战争中获得了许多领土，使奥匈帝国感到非常不安。多种因素掺杂下，奥匈帝国在德国的支持下对塞尔维亚宣战。
第一次世界大战，在俄罗斯动员支持塞尔维亚后正式爆发。起初德奥联军势如破竹，攻陷俄属波兰，直捣俄国本土。但情况自1915年渐生变化。意大利本与奥匈帝国结盟，一战初期却保持中立，在1915年更倒向协约国，进攻奥匈帝国，令其腹背受敌。而德国此时亦需同时应对东西两线的战事。令俄军得以有机可乘。1916年6月4日，俄军绕过奥匈联军北部的主力，对战线南端的奥属东加里西亚发动猛攻，史称勃鲁希洛夫攻势。虽然德奥联军最后都能赶走俄军，而俄国革命后，苏维埃政府签订布列斯特和约，终结了东线战事。
在意大利战线，虽然在奥匈帝国的军队于1915年5月和1917年占领过意大利领土。但同时应付俄、意两国令哈布斯堡皇军补给日益困难、士气渐渐低落。而战争对帝国的经济冲击甚大，最终引发民生问题，再加上帝国复杂的民族融合，及其相应民族主义的抬头，成为了帝国解体的最终诱因。

## 王朝覆亡
1918年，因于第一次世界大战战败，奥匈帝国解体，奥匈帝国內萊塔尼亞核心区域被德意志-奧地利共和國取代，末代奥地利皇帝卡尔一世于同年11月11日退位，带领全家流亡海外，其本人于1922年4月1日逝世。

## 家族近况
末代皇储奧托于1922年继承为哈布斯堡家族首领，1930年获得财产管理权。而他本人和他的子孙于1961年宣布放弃奥地利帝位，后于1966年获准返回奥地利定居，但家族成员都保有德国国籍，而非奥地利国籍。后来奥托更一度担任欧洲议会中德国的代表。其本人逝世于2011年。

## 参看
- 哈布斯堡王朝
- 哈布斯堡王朝君主列表
- 奥地利哈布斯堡皇朝
- 西班牙哈布斯堡王朝